# Célula ameboide
Na anatomia e histologia, o termo célula amebóide é usado para descrever células que são encontradas no tecido conjuntivo, mas não estão fixas.
Exemplos de células amebóides incluem os mastócitos e macrófagos.